# Bally (Pennsylvania)
|  | Dieser Artikel wurde aufgrund von inhaltlichen Mängeln auf der Qualitätssicherungsseite des Projektes USA eingetragen. Hilf mit, die Qualität dieses Artikels auf ein akzeptables Niveau zu bringen, und beteilige dich an der Diskussion! Folgende Mängel sollten behoben werden, bevor diese Markierung entfernt werden kann: Belege fehlen; mehr Inhalt wäre auch nicht schlecht. |

Bally ist ein Borough im Berks County im US-amerikanischen Bundesstaat Pennsylvania.

## Daten
Die Stadt hat eine Fläche von 1,3 km². Das U.S. Census Bureau hat bei der Volkszählung 2020 eine Einwohnerzahl von 1.228 ermittelt.

## Söhne und Töchter
- Annie Funk (1874–1912), Missionarin, Todesopfer der Titanic-Katastrophe
- Pater Theodor Schneider S.J. (1703–1764) wirkte dort als erster katholischer, deutscher Priester, auf dem Gebiet der heutigen USA.